# Liuteria tradizionale cremonese
La liuteria tradizionale cremonese è un'antica forma di artigianato tipica di Cremona, dove si costruiscono strumenti ad arco quali violini, viole, violoncelli e contrabbassi.
La cultura dei "saperi e saper fare liutario della tradizione cremonese" è stata iscritta il 5 dicembre 2012 nella Lista rappresentativa del patrimonio culturale immateriale dell'umanità dell'UNESCO durante la VII conferenza di Parigi del Comitato Intergovernativo.

## Storia
La liuteria cremonese affonda le sue radici nel sapere artigiano che Andrea Amati (che aprì la sua bottega nel 1539) mise a punto nel XVI secolo e tramandò ai suoi discendenti Antonio e Gerolamo, conosciuti come i Fratelli Amati. Presso la bottega dei discendenti di Andrea Amati, appresero l'arte e la perfezionarono nel XVII secolo la famiglia Guarneri e Antonio Stradivari, che sviluppò i canoni fondamentali tuttora utilizzati per la formazione dei liutai, e nel XVIII Giuseppe Guarneri del Gesù e Carlo Bergonzi, fu con la scomparsa dei componenti di queste famiglie che la liutistica cremonese patì un graduale declino. La tradizione riprese forza nel XX secolo con la fondazione della Scuola Internazionale di Liuteria, importante fu l'apporto dato dal canonico Angelo Berenzi, che a cavallo tra l'Ottocento e il Novecento scrisse " Gli artefici liutai cremonesi e la loro celebre scuola " al culmine di un incessante lavoro di ricerca.

## Tecnica
Gli strumenti ad arco possono essere realizzati con metodi diversi, ma i liutai cremonesi hanno sviluppato una tecnica considerata come unica al mondo.

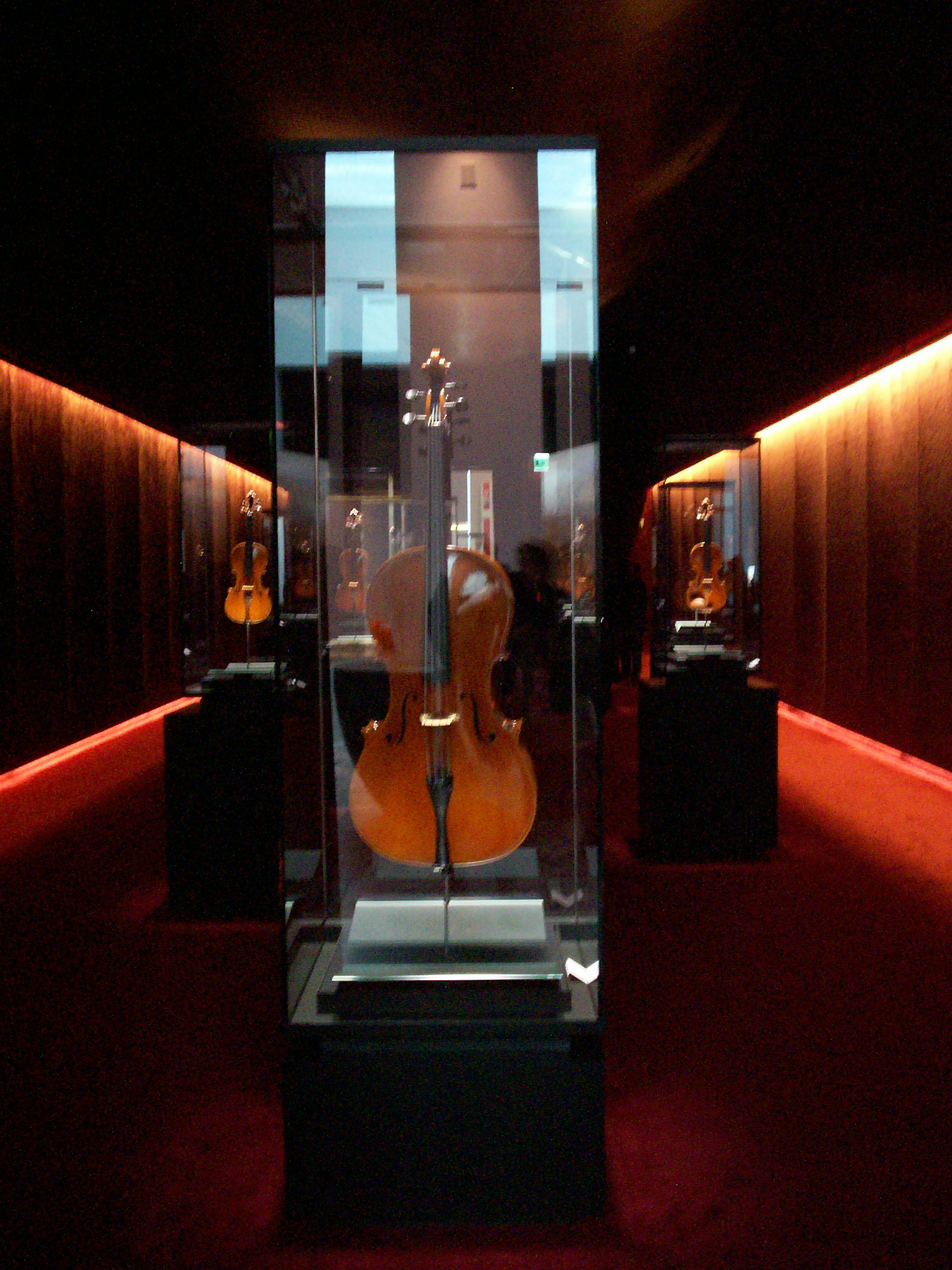
Violini esposti al Museo del violino di Cremona

Per ogni strumento vengono modellati ed assemblati a mano più di 70 differenti pezzi di legno, ognuno dei quali richiede una tecnica che deve essere continuamente adattata in base alla differente risposta acustica di ogni pezzo: per tale motivo non possono esistere due violini esattamente identici. Ogni parte del violino deve essere fatta con un legno particolare, attentamente selezionato e stagionato naturalmente, in quanto la sua preparazione non può essere né forzata né artificiale.

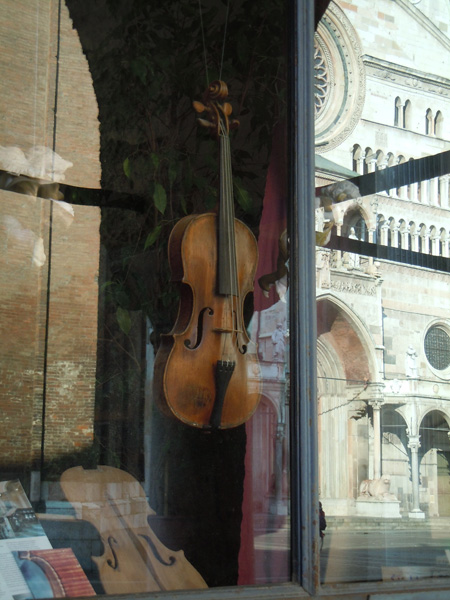
La vetrina di un liutaio a Cremona

Per la realizzazione del violino tradizionale cremonese non possono essere usate parti industriali o semi-industriali, così come è vietato l'uso di vernici a spruzzo. Molti degli elementi dello strumento musicale, apparentemente solo ornamentali, sono in realtà altamente funzionali per la forza e l'amplificazione del suono oppure per proteggere lo strumento da rotture accidentali: questa è una duplice caratteristica tipica della creazione dei primi violini.
Il processo di costruzione viene seguito in ogni fase da ciascun liutaio, già dall'albero e fino allo strumento finito: per tale ragione ogni liutaio costruisce al massimo da 3 a 6 strumenti all'anno.
La costruzione del violino tradizionale richiede una profonda conoscenza dei materiali naturali e delle tecniche tramandate di generazione in generazione attraverso le parole, i gesti condivisi e le abitudini nate a partire dal XVI secolo, consolidati e custoditi dalla famiglia Amati, poi evolute ed ulteriormente perfezionate dalle famiglie Stradivari, Guarneri e Bergonzi.

## Tutela

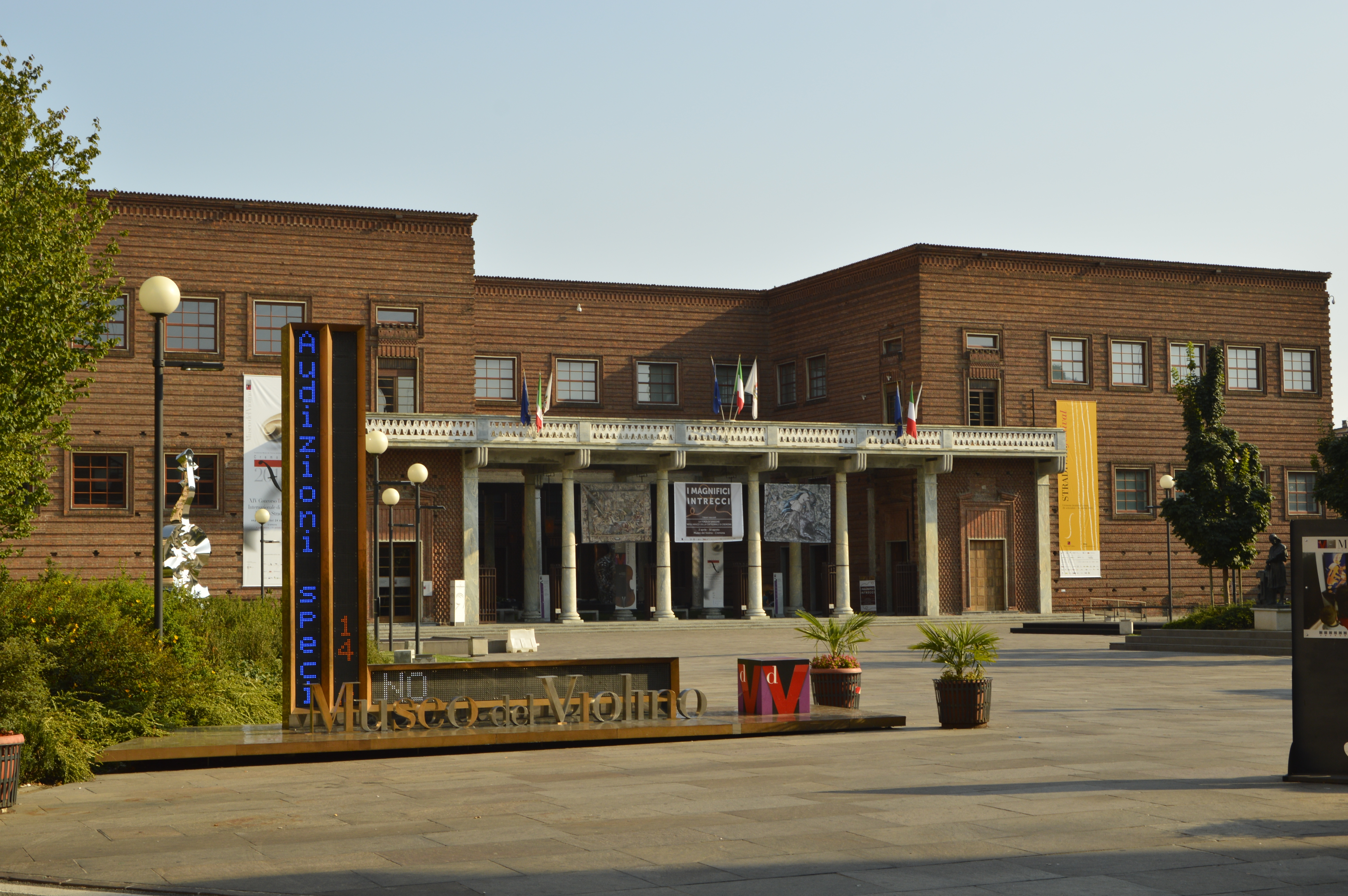
Museo del violino

L'antica tradizione della liuteria cremonese è tutelata da due organismi: il Consorzio Liutai Stradivari e l'Associazione Italiana Liutaria, che rappresentano oltre 140 artigiani. A ciò si aggiunge la Scuola Internazionale di Liuteria di Cremona, fondata il 21 settembre 1938.
Successivamente al riconoscimento dell'UNESCO, è stato aperto, nel 2013, il museo del violino presso il Palazzo dell'Arte di Cremona, completamente ristrutturato e all'interno del quale è stato realizzato un nuovo auditorium per ascoltare la musica suonata con gli strumenti realizzati a Cremona.